# Luiza Zan
Luiza Zan (n. 7 octombrie 1980, Tulcea) este o cântăreață română de jazz și profesoară de jazz recunoscută pentru vocea sa caldă și impunătoare, care transcende tiparele și preconcepțiile genului. 

## Biografie
Născută într-o familie de intelectuali – mama sa fiind muzician, cânta la vioară și violă, tatăl fizician, iar bunicul era acordeonist – Luiza Zan și-a manifestat talentul muzical de la o vârstă fragedă. La doar 4 ani, a câștigat primul său premiu interpretând piesa "Frunzuliță d'alior" la un concurs pentru "Șoimii Patriei" în Babadag. Originară din Tulcea, când familia se mută în apropiere de Piatra Neamț, merge 15 kilometri zilnic, elevă fiind la Liceul de Artă din Piatra Neamț. Obținând premiu la olimpiada de canto clasic, a intrat fără examen la Universitatea de Arte „George Enescu”, pe care a absolvit-o la secția Lied Oratoriu.

## Carieră
În 2004, Luiza Zan a obținut Premiul I la Festivalul Internațional "Cerbul de Aur" de la Brașov, interpretând aceeași piesă care i-a adus succesul în copilărie, "Frunzuliță d'alior". În același an, a câștigat Premiul II la Montreux Jazz Voice Competition în Elveția, unul dintre cele mai prestigioase festivaluri de jazz din lume. 
De-a lungul carierei, a colaborat cu numeroși artiști: Radu Afrim, Alex Harding, Sarik Peter, Gyarfas Istvan,  Petras Geniusas, Berkes Balazs Big Bandul Radio, toate colaborările pentru edițiile SoNoRo. A fost invitată la festivaluri internaționale de jazz.  Prin talentul și dedicarea sa, Luiza Zan a devenit una dintre cele mai apreciate voci ale jazz-ului românesc contemporan, continuând să inspire și să emoționeze publicul prin fiecare apariție.
Din 2008 devine profesor asociat la Universitatea Națională de Muzică din București.

## Viața personală
În prezent, Luiza Zan locuiește într-un sat pitoresc situat în colțul de sud-est al Transilvaniei, alături de soțul ei și cele două fiice. A ales să se retragă din agitația capitalei pentru a se dedica familiei și muzicii, creând un echilibru între viața personală și cea profesională. 
În anul 2013 se stabilește cu familia (soțul și două fiice) în orașul Sfântu Gheorghe.

## Premii
Premiul Juriului la „Montreux Jazz Voice Competition”, 2003;
Premiul II   „Montreux Jazz Voice Competitionplus", 2004;
Premiul I la „Cerbul de aur” cu grupul Slang, 2004;
Premiul  „Muzicianul anului 2011”, primit în Cadrul Galei Premiilor de Jazz a Fundației Muzza.

## Muzica
- Colinde Și Povești De Crăciun (Soft Records, 2010)
- Like Water (Soft Records, 2012)
- Heritage   (Fiver House Records, 2016)
- Live! (Radio România, 2016)
- Night And Day (Editura Casa Radio, 2020)
- In My Village (Luiza Zan PFA, 2023)